# Landgasthof zum alten Brauhaus

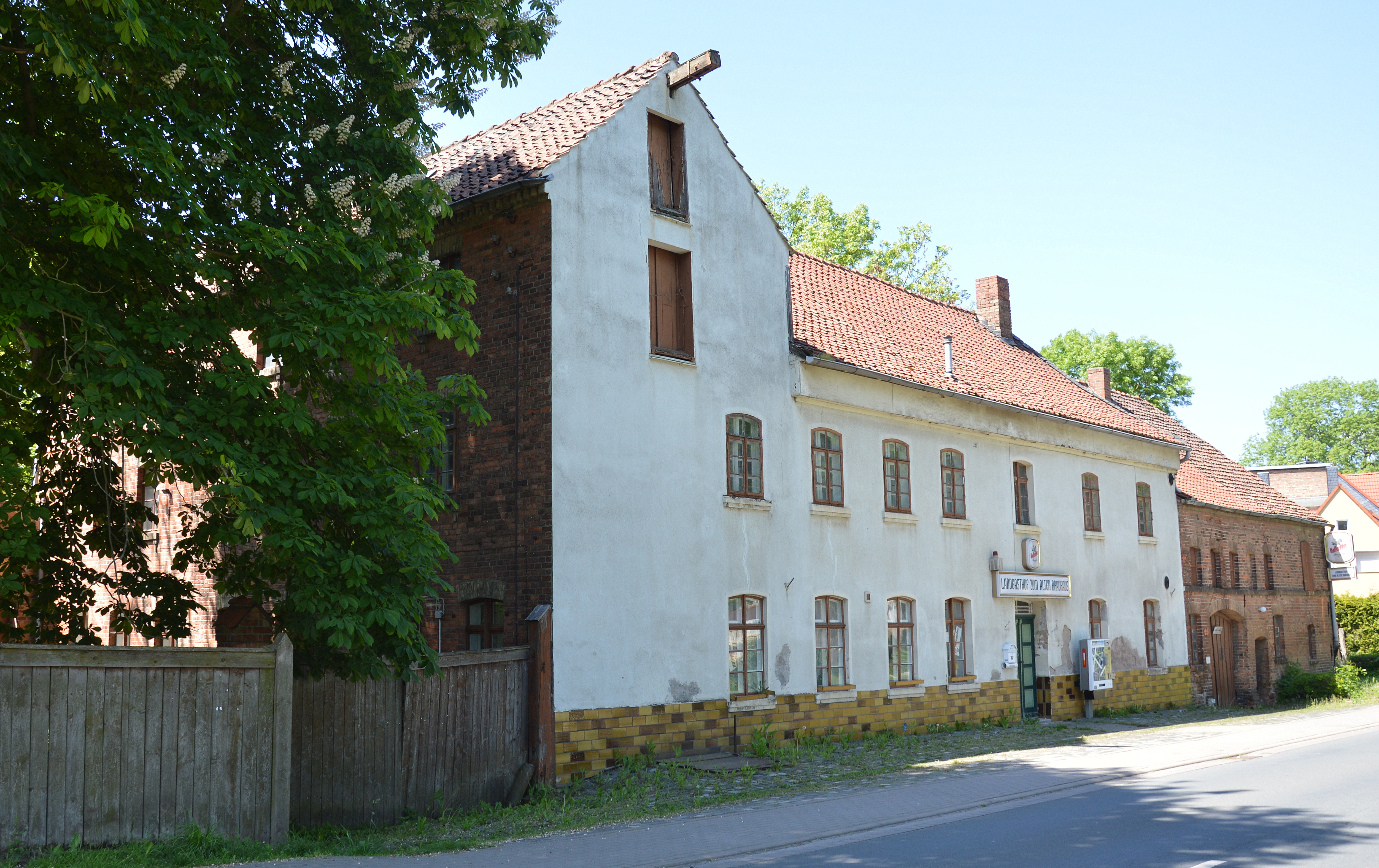
Landgasthof zum alten Brauhaus

Der Landgasthof zum alten Brauhaus ist ein denkmalgeschützter Gasthof in Hötensleben in Sachsen-Anhalt. Derzeit (Stand 2017) wird es nicht gastronomisch genutzt.

## Lage
Er befindet sich am südlichen Ortsausgang von Hötensleben auf der Westseite der in Richtung Warsleben führenden Straße an der Adresse Bahnhofstraße 6.

## Geschichte und Architektur
Das Gasthaus samt einer kleinen Brauerei wurde im Jahr 1863 eingerichtet. Der Brauereibetrieb wurde im Jahr 1968 eingestellt, der Gaststättenbetrieb wurde jedoch fortgeführt. Der Wirtschaftshof des Anwesens ist weitgehend erhalten. Am nördlichen Flügel des Gebäudes befindet sich eine auf das Jahr 1889 verweisende Hochwassermarke.
Im Denkmalverzeichnis für Hötensleben ist der Gasthof unter der Erfassungsnummer 094 56149 als Baudenkmal verzeichnet.